# Color Change!
Albums de Crystal Kay
All Yours
(2007) Spin the Music
(2010)
Compilations par Crystal Kay
Best of Crystal Kay
(2009)
Remix par Crystal Kay
The Best Remixes of CK
(2009)
EPs par Crystal Kay
Flash
(2010)
Singles
Color Change! est le 8ealbum de la chanteuse Crystal Kay, sorti sous le label Sony Music Entertainment Japan le 6 août 2008 au Japon. Il atteint la 8e place du classement de l'Oricon. Il se vend à 15 519 exemplaires la première semaine et reste classé pendant 7 semaines, pour un total de 33 290 exemplaires vendus. Il sort en format CD et CD+DVD.

## Liste des titres
| 1.  | Namida no Saki ni (涙のさきに) | Emi K. Lynn                                  | Shingo.S                                     | 3:48 |
| 2.  | One                            | Taguchi Shun                                 | Sakiya Kenjiro                               | 4:03 |
| 3.  | Good Times                     | H.U.B.                                       | STY                                          | 4:19 |
| 4.  | Help Me Out                    | HIRO                                         | HIRO                                         | 3:45 |
| 5.  | ITOSHIIHITO                    | Jimmy Jam & Terry Lewis, Crystal Kay         | Jimmy Jam & Terry Lewis, Crystal Kay         | 3:27 |
| 6.  | Kaerimichi (帰り道)            | Aya Harukazu                                 | Yutaka Shinya                                | 4:17 |
| 7.  | Toki no Kakera (トキノカケラ)  | Kanako Kato                                  | Solaya                                       | 4:29 |
| 8.  | TIME GOES BY                   | STY                                          | STY                                          | 3:32 |
| 9.  | I Can't Wait                   | Jimmy Jam & Terry Lewis, Crystal Kay         | Jimmy Jam & Terry Lewis, Crystal Kay         | 4:38 |
| 10. | Shining                        | Aya Harukazu                                 | Katsumi Ohnishi                              | 4:46 |
| 11. | It's a crime                   | C.Karlsson, P.Winnberg, K.Ahlund, M.Wallbert | C.Karlsson, P.Winnberg, K.Ahlund, M.Wallbert | 3:17 |
| 12. | History                        | Emi K.Lynn                                   | Jeff Miyahara                                | 4:03 |

| 1. | Dream World                    |  |
| 2. | Shining                        |  |
| 3. | Namida no Saki ni (涙のさきに) |  |